# Кингсбери (Индијана)
Кингсбери (енгл. Kingsbury) град је у америчкој савезној држави Индијана.

## Демографија
По попису из 2010. године број становника је 242, што је 13 (5,7%) становника више него 2000. године.
| Група             | 2000.       | 2010.       |
| Белци             | 228 (99,6%) | 228 (94,2%) |
| Афроамериканци    | 0 (0,0%)    | 1 (0,4%)    |
| Азијати           | 0 (0,0%)    | 0 (0,0%)    |
| Хиспаноамериканци | 0 (0,0%)    | 13 (5,4%)   |
| Укупно            | 229         | 242         |